# Srebrenko Posavec
Srebrenko Posavec (ur. 19 marca 1980 w Murskiej Sobocie) – chorwacki piłkarz, występujący na pozycji środkowego pomocnika. Piłkarz posiada także obywatelstwo słoweńskie. Porozumiewa się w języku chorwackim i słoweńskim.

## Kariera klubowa
Karierę klubową zaczynał w juniorach zespołu NK Varteks. W pierwszym sezonie, tj. sezonie 1999/2000 w Varteksie, nie pojawił się na boisku ani razu i nie zdążył zadebiutować w lidze chorwackiej. Pomimo braku występów w pierwszym składzie jako wielokrotny młodzieżowy reprezentant Chorwacji, zawodnik przykuł uwagę menedżerów zachodnich klubów – w tym przypadku niemieckiego Hannover 96, który w rundzie wiosennej sezonu 1999/2000 podpisał z Posavecem kontrakt. Co nie udało się w lidze chorwackiej, udało się w 2 Bundeslidze, w której Posavec wystąpił 5 razy nie strzelając żadnego gola. Hannover 96 zajęło 10. miejsce w końcowej tabeli 2 ligi niemieckiej, a sam zawodnik opuścił klub i wrócił do Chorwacji, do zespołu NK Slaven Belupo. Posavec wraz z drużyną wywalczył 6, ostatnie w grupie mistrzowskiej ligi chorwackiej miejsce. Nie powiodło się Slavenowi w Pucharze Chorwacji, gdzie drużyna odpadła w 1/8 finału po przegranych rzutach karnych 3:4 z Hrvatskim Dragovoljac Zagrzeb. Posavec ogółem pojawił się w sezonie 2000/2001 na boisku 16 razy, zdobywając 2 bramki. Sezon 2001/2002 Slaven Belupo Koprivnica ponownie ukończyło na 6. miejscu w tabeli. W Pucharze Chorwacji ponownie zakończyli swój start w 1/8 finału, gdzie przegrali z I-ligowym Pomoracem Kostrena 1:4. Posavec wystąpił w 16 meczach swojego zespołu, nie strzelając ani jednej bramki. Sezon 2002/2003 to 7 lokata w tabeli zajęta przez zespół Srebrenko. Niestety, w Pucharze Chorwacji znów nie udało się drużynie Slavena, który ponownie odpadł w 2 rundzie i po raz drugi z rzędu z Pomoracem Kostrena. Większego zaufania do Posaveca nabrał trener zespołu, który wystawił do gry aż 25 gry, a ten odwdzięczył mu się 3 bramkami. Sezon 2003/2004 to 9. miejsce w tabeli zdobyte przez zespół z Koprivnicy. Nie powiodło się jednak w Pucharze, w którym przegrali z zespołem Kamen Ingrad w 1/8 finału. Wcześniej wyeliminowali zespół Vukovar '91, a zwycięskiego i jedynego gola zdobył właśnie Posavec. W tym sezonie ogólnie Srebrenko zaprezentował świetną formę strzelecką, ponieważ w 26 występach zdobył aż 12 goli dla swojego kolektywu. Sezon 2004/2005 był znakomity dla Slavena, który zajął 3. miejsce w lidze i zakwalifikował się do europejskich pucharów. W Pucharze Chorwacji dobrze się zaprezentowali, w pierwszej rundzie pokonując trzecioligowy zespół NK Budainka 4:1 i 1:0. W następnej fazie natrafili na zespół NK Rijeka. Slaven Belupo odpadł po gorszym stosunku goli wyjazdowych 1:1 i 2:2. Warto zauważyć, że w każdym z meczów Posavec zdobył po jednej bramce. W lidze wystąpił 13 razy i zdobył aż 6 goli i po raz kolejny zaprezentował dobrą formę, której mógłby mu pozazdrościć niejeden napastnik. Na początku sezonu 2005/2006 zawodnik odszedł do klubu w którym się wychował, czyli do NK Varteks. Varteks rozegrał dobry sezon, zajął 4. miejsce w tabeli i zakwalifikował się do europejskich pucharów. Dobrze spisali się w Pucharze Chorwacji, gdzie przegrali w finale z NK Rijeka. Po drodze wyeliminowali Kamen Ingrad, Naftas Ivanič i Hrvatski Dragovoljac. W finale po porażce w Varaždinie aż 0:4 wydawało się, że Puchar powędruje do Rijeki. I tak się stało w istocie – jednakże NK Varteks sprawiło nie lada sensację, prowadząc 3:0 zabrakło im już tylko jednej bramki do dogrywki. Wtedy jednak do siatki trafił zespół Rijeki i do zwycięstwa brakowało trzech bramek. Varteks strzelił jeszcze dwie i zamazał złe wrażenie po klęsce w pierwszym starciu. Posavec pojawił się w tym sezonie na boisku 28 razy i zdobył 2 gole. Kolejne 2 dołożył w spotkaniach Pucharu Chorwacji. Sezon 2006/2007 zawodnik rozpoczął w tureckim Ankaragücü, z którym przygody nie zaliczy do udanych. Po rozegraniu rundy jesiennej, w której zespół z Ankary zajął 10. miejsce w tabeli, zdecydował się wrócić do swojego dawnego klubu NK Slaven Belupo. W Ankaragücü rozegrał 6 spotkań, nie zdobywając żadnego gola.

## Kariera reprezentacyjna
W reprezentacji Chorwacji zadebiutował i wystąpił dotychczas tylko jeden raz – w spotkaniu przeciwko Hongkongowi, który to mecz Chorwaci wygrali 4:0. Posavec pojawił się na boisku w 68 minucie, zastępując Leona Benko. Oprócz tego Posavec 4 razy wystąpił w reprezentacji U-21.